# Sangria (Anna Tatangelo)
Sangria è un singolo della cantante italiana Anna Tatangelo, pubblicato il 18 giugno 2021 come quarto estratto dall'ottavo album in studio Anna zero.

## Descrizione
Il singolo è stato scritto da Beba, Danti, Enrico Cremonesi, VV e Yves The Male. Anna Tatangelo commenta così il brano:

## Video musicale
Il videoclip, diretto da Federico Merlo, è stato pubblicato contestualmente all'uscita del singolo sul canale Youtube della cantante.